# 4. Festival slovenske domoljubne pesmi Mati Domovina
4. Festival slovenske domoljubne pesmi Mati Domovina katerega avtor in direktor festivala Antona Krkoviča, se je v duhu 25-obletnice plebiscita zgodil 17. decembra 2015 v Cankarjevem domu pod geslom »25 za 25«.

## O prireditvi
Ta festival je bil posvečen 25-obletnici plebiscita oziroma prazniku samostojnosti in enotnosti, s prav toliko skladbami pod geslom »25 za 25«, kar pomeni ena pesem za vsako leto. Prireditev sta povezovala Vesna Malnar in Boštjan Klun, umetniški vodja pa je bil Patrik Greblo. Prireditev je kot vsako leto RTV Slovenija prvič predvajala 26. decembra 2015.

## Lista
| #  | Skladba                                                      | Izvajalec/-ka |
| -- | ------------------------------------------------------------ | --- |
| 1  | »Na svoji zemlji« (M. Kozina)                                | Veliki festivalski orkester                                                                                             |
| 2  | »Naša Slovenija« (B. Klavžar / J. Galič)                     | Ansambel Modrijani |
| 3  | »Tam, kjer teče bistra Zila« (J. Katnig)                     | Ana Dežman, Lucas-Somoza Osterc / Tomaž Plahutnik (citre) Dijaki baletnega oddelka KGBL, Festivalski zbor Mati Domovina |
| 4  | »Sanjam o domovini« (S.V. Avsenik / M. Stare)                | Ansambel Saša Avsenika                                                                                                  |
| 5  | »Sam« (A. Krkovič)                                           | Oto Pestner |
| 6  | »V meni bije slovensko srce« (G. Rijavec / I. Pirkovič)      | Gianni Rijavec, Kvintet Dori                                                                                            |
| 7  | »Tebi, Slovenija« (J. Galič)                                 | Ansambel Modrijani |
| 8  | »Samo milijon nas je« (A. Klinar / P. Poljanšek)             | Nuša Derenda, Marko Novak                                                                                               |
| 9  | »Požegnaj, Bog, Slovenijo« (M. Štibernik / G. Štibernik)     | Gadi |
| 10 | »Ne damo Slovenije (O. Pestner)                              | Oto Pestner |
| 11 | »Svobodno sonce« (A. Klinar / D. Velkaverh)                  | Černe, Derenda, Drašček, Vrčkovnik                                                                                      |
| 12 | »Zate, Slovenija« (T. Košmrlj)                               | Vili Resnik |
| 13 | »Srečno, mlada Slovenija« (L. Slak / I. Sivec)               | Ansambel Spev |
| 14 | »Ena v srcu je Slovenija« (S. Avsenik ml. / I. Pirkovič)     | Eva Černe |
| 15 | »Podarjeno srcu« (Aleksander Mežek)                          | Aleksander Mežek |
| 16 | »Tujina« (Z. Zorko / S. Kmetič)                              | Irena Vrčkovnik, Amadea Begović                                                                                         |
| 17 | »Bo moj vnuk še slovenske pesmi pel« (B. J. Vunjak)          | Kopita, Svete, Kališnik, Triler                                                                                         |
| 18 | »Domovina« (F. Korbar / S. Jenko)                            | Slovenski oktet |
| 19 | »Naša Evropa« (O. Pestner / I. Sivec)                        | Oto Pestner |
| 20 | »Kot ljubezen« (S. Avsenik ml. / B. Golob)                   | Černe, Derenda, Drašček, Vrčkovnik / Slovenski oktet                                                                    |
| 21 | »Kostelska dolina« (A. Krkovič / D. Lesar)                   | Darko Vidic, Tim Ribič                                                                                                  |
| 22 | »Tam, kjer sem doma« (J. Privšek / M. Košuta)                | Jože Vidic |
| 23 | »Tiha domovina si« (P. Greblo / J. Možina)                   | Eva Černe, Derenda |
| 24 | »Tam, kjer murke cveto« (S. Avsenik, V. Ovsenik / F. Souvan) | Gregor Avsenik, Ansambel Saša Avsenika z Moniko Avsenik                                                                 |
| 25 | »Zdravljica« (S. Premrl / F. Prešeren)                       | Darko Vidic, Tim Ribič / Ljuben Dimkaroski (piščal)                                                                     |